# ヘストゥル島
ヘストゥル島（Hestur）は、フェロー諸島の中心に位置する島。ストレイモイ島の西、コルトゥル島の南に位置する。ヘストゥルとはフェロー語で「馬」の意味。

## 概略
西岸にはウミガラス（ウミバト）の巨大な生息地が広がる。北側には小規模な4つの湖が位置する原野が広がり、中でもFagradalsvatnという名の湖が最大である。南端の地Haelurには、灯台が建つ。
東岸に島と同名のヘストゥル村があり、ストレイモイ島上にある村、GamlarættやVelbastaðurを望むことができる。1919年には漁獲事故で島の3分の1に当たる人々が死亡する事件も起こった。島の人口減を防ぐため、1974年にスイミングプールを建設、Fagradalsvatn湖近隣にある島の南部では、キャンプをすることも可能。2005年1月1日より、トールシャウンの自治体の一つとなった。

## 山地
ヘストゥル島には、以下の4つの山がそびえ立っている。
| 名前        | 高さ  |
| ----------- | ----- |
| Múlin       | 421 m |
| Eggjarrók   | 421 m |
| Nakkur      | 296 m |
| Álvastakkur | 125 m |